# Hunter River (Tasmansee)
Der Hunter River ist ein Fluss im Osten des australischen Bundesstaates New South Wales. Er entspringt in der Mount Royal Range südlich der Liverpool Range auf circa 1420 m Seehöhe und fließt zunächst nach Süden und dann Richtung Osten zur Tasmansee. 
Auf seinem Flusslauf werden die Städte Maitland und Newcastle direkt passiert. Der Fluss hat eine Länge von 438 km.

## Geschichte

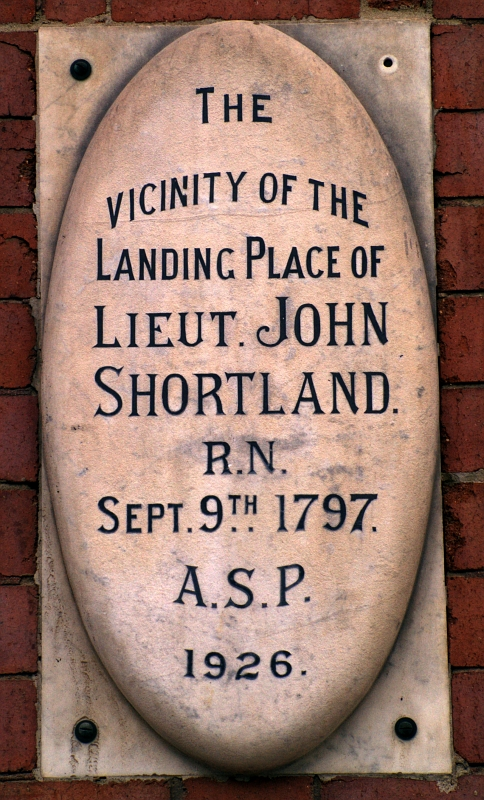
Gedenktafel für den vermuteten Landepunkt John Shortlands am Hunter River.

Der Hunter River wurde in den 1790er Jahren von europäischen Forschern erkundet. Im Juni 1796 fanden Fischer, die einen Schutz vor dem schlechten Wetter suchten, Kohle hier, und so hieß der Fluss anfangs Coal River. 1797 wurde er in Hunter River (nach Captain John Hunter, damals Gouverneur der britischen Kolonie New South Wales) umbenannt. Dies nahm der britische Marineoffizier John Shortland vor, der zur Verfolgung einiger entlaufener Sträflinge auf dem Weg nach Port Stephens war und an der Flussmündung landete. Eine Gedenktafel des mutmaßlichen Landeplatzes von Shortland am Standort Hunter River, Newcastle, New South Wales, befindet sich im Longworth-Gebäude, 131 Scott Street, Newcastle.
Von 1826 bis 1836 bauten Sträflinge die 264 km lange Great North Road, die Sydney mit dem Hunter Valley verbindet.
Am Hunter River gab es große Fluten, z. B. die von 1955, die Städte entlang des Flusses verwüstete, insbesondere Maitland. Auch 2007 kam es wieder zu einer ernst zu nehmenden Flut.

## Geographie
Das Hunter Valley bietet eine der besten Routen in das Innere von New South Wales, da es dort weder höhere Berge noch andere Hindernisse gibt. Es ist das größte Tiefland an der Küste des Staates und ist durch die wilden Gebirge im Norden trockener als die meisten anderen Küstenregionen in New South Wales. Die jährlichen Regenmengen variieren zwischen 1100 mm in Newcastle und nur 640 mm in Merriwa und Scone am Oberlauf. In trockenen Jahren kann die Regenmenge in Newcastle sogar bis auf 600 mm/a und im oberen Teil des Tales bis auf 375 mm/a zurückgehen.
Auf den Barrington Tops auf der Nordseite des Tales jedoch liegt die jährliche Niederschlagsmenge bei bis zu 2000 mm, wobei nicht alles als Regen fällt, da die Temperaturen im Juli dort oft unter dem Gefrierpunkt liegen. In den tiefer liegenden Teilen des Hunter Valley liegt die Höchsttemperatur im Sommer üblicherweise bei 27 °C und im Winter bei 16 °C.
Bis auf die trockensten Teile von Tasmanien und ein kleines Gebiet im Monaro zwischen Cooma und Nimmitable (Südosten von New South Wales) ist das Hunter Valley die südliche Grenze der fruchtbaren „Schwarzerde“ (eigentlich schwarzes Vertisol). Dies ist die einzige Erde in Australien mit vernünftigen Mengen an löslichem Phosphor. Als Folge davon breitet sich oberhalb von Singleton reiches Bauernland aus, auf dem vielfach Vollblüter gezüchtet werden. Bei Merriwa und südlich von Singleton sind die Böden sehr sandig und unfruchtbar, was für Australien eher typisch ist. Dort wird das Land vorwiegend extensiv als Weideland genutzt.
Die wichtigsten Nebenflüsse des Hunter River sind der Pages River, der Goulburn River, der Wollombi Brook, der Paterson River und der Williams River. Um die Überschwemmungen am Hunter River etwas zu dämpfen, baute man den Glenbawn-Staudamm östlich von Scone.

## Wirtschaft und Umwelt
In Teilen des Hunter Valley wird auch Wein angebaut. Auch ist dieses Tal eines von Australiens wichtigsten Kohleabbaugebieten. Die wichtigsten Umweltprobleme sind die Überflutungen, der Klimawandel und der Wasserverlust durch den Kohleabbau.